# Харчин, Иван Гаврилович
Иван Гаврилович Харчин (09.12.1915 — 28.03.1945) — заместитель командира 42-го отдельного саперного батальона 136-й Киевской Краснознамённой ордена Богдана Хмельницкого стрелковой дивизии 70-й армии 2-го Белорусского фронта, капитан. Герой Советского Союза.

## Биография
Родился 9 декабря 1915 года в деревне Малое Андрейково (ныне — Костромского района Костромской области). Окончил школу в селе Караваево, школу фабрично-заводского ученичества в городе Пошехонье-Володарск.
В октябре 1937 году был призван в Красную Армию Пошехонье-Володарским райвоенкоматом и направлен в военное училище. В 1939 году окончил Московское военно-инженерное училище. На фронте в Великую Отечественную войну с декабря 1943 года. Воевал на 1-м Украинском и 2-м Белорусском фронтах.
К лету 1944 года старший лейтенант Харчин был помощником командира разведывательной роты 40-й инженерно-саперной бригады. В период подготовки летнего наступления провёл большую работу по руководству маскировочными работами в районе сосредоточения войск, в результате был обеспечен скрытый подход частей на исходные рубежи. 14 июля, находясь в расположении стрелкового батальона 136-й стрелковой дивизии, в критическую минуту боя принял на себя командование батальоном, организовал отражение контратаки противника. За эти бои получил первую боевую награду — орден Красной Звезды.
В дальнейшем воевал в составе 42-го отдельного сапёрного батальона 136-й стрелковой дивизии, был заместителем командира батальона по строевой части. За умелое командование подразделениями при организации форсирования реки Висла в августе 1944 года был награждён орденом Красного Знамени. В январе 1945 года в боях на наревском плацдарме грамотно организовал разведку и разминирование на переднем крае, пропуск наступающих войск через минные поля противника. Был награждён орденом Отечественной войны 2-й степени. В январе 1945 года вступил в ВКП(б).
24 февраля 1945 года войска 2-го Белорусского фронта прорвали Померанский оборонительный вал и к 27 марта достигли реки Висла в районе Данцига. Река в этом месте разделялась на два рукава, посередине которых находился песчаный остров. Перед сапёрами была поставлена задача обеспечить форсирование водной преграды. Капитан Харчин сам вызвался возглавить группу сапёров, которые первыми должны были начать переправу. Под огнём противника бойцы переправились на левый берег, у которого стояли понтоны и лодки, оставленные гитлеровцами. Не успели противники опомниться, как сапёры захватили плавсредства и привели их к своему берегу, посадили на них пехоту и начали переправлять её через рукав Мёртвая Висла на остров. Форсирование было совершено так быстро, что противник не успел даже изготовиться к бою и был уничтожен.
Капитан Харчин сразу же организовал форсирование и левого рукава реки. Под огнём противника пехотный десант на лодках дрогнул, часть лодок повернули назад. В этой критической ситуации Харчин вскочил в находившуюся рядом лодку с его сапёрами и устремился на левый берег, показывая путь остальному десанту. Воодушевленные примером сапёров пехотинцы продолжили переправу. Десант был высажен успешно. Вместе с пехотинцами в атаке на врага участвовала и группа сапёров во главе с Харчиным. Лишь когда немцы были отброшены, а наша пехота закрепилась на отвоеванном плацдарме, он оставил десантников и отправился руководить дальнейшей переправой.
На другой день, 28 марта, в бою за удержание плацдарма капитан Харчин погиб. Похоронен в Гданьске.
Указом Президиума Верховного Совета СССР от 29 июня 1945 года за образцовое выполнение боевых заданий командования на фронте борьбы с немецко-вражеским захватчиками и проявленные при этом мужество и героизм капитану Харчину Ивану Гавриловичу посмертно присвоено звание Героя Советского Союза.
Награждён орденами Ленина, Красного Знамени, Отечественной войны 2-й степени, Красной Звезды.